# Kung Fu Chaos
Kung Fu Chaos é um jogo de luta em 3D desenvolvido pela Just Add Monsters e publicado pela Microsoft Game Studios para Xbox em 2003. Descrito como um "brawler multiplayer", o jogo é um título cômico de beat 'em up com uma apresentação estilística inspirada em filmes do kung fu. Kung Fu Chaos foi o primeiro título desenvolvido pela Ninja Theory, um estúdio de Cambridge formado por ex-funcionários da Millennium Interactive para desenvolver um projeto independente. O desenvolvimento inicial foi autofinanciado, com um protótipo desenvolvido por uma equipe de quatro a oito pessoas para apresentar aos editores. A versão final do jogo foi financiada pela aquisição do estúdio pela Argonaut Games e por um acordo de publicação com a Microsoft Game Studios.
Após o lançamento, Kung Fu Chaos recebeu críticas mistas, com o jogo recebendo elogios por seu tom, humor e design de níveis únicos, ao mesmo tempo que recebeu críticas por sua profundidade limitada de jogabilidade e mecânica de luta. O jogo também recebeu críticas de algumas publicações por sua representação estereotipada de asiáticos na representação do personagem Shao Ting. Kung Fu Chaos foi uma decepção comercial após o lançamento, com o desenvolvedor atribuindo o fraco desempenho de vendas à falta de marketing por parte da editora. O desenvolvimento de uma sequência cancelada do jogo, Kung Fu Story, influenciou a direção de Just Add Monsters para desenvolver um título de ação com tom mais sério, Heavenly Sword, para o PlayStation 3 em 2007.

## Jogabilidade

Uma captura de tela do jogo Kung Fu Chaos

Kung Fu Chaos é um jogo de luta que se passa nas filmagens de um filme de ficção de mesmo nome, com o diretor Shao Ting atuando como narrador e guia de jogo. Seguindo esse tema, as fases do jogo refletem diversas cenas do filme em produção. A jogabilidade apresenta vários modos, incluindo 'Desafio Ninja', um modo de campanha com uma progressão de cenas desbloqueáveis que consistem em níveis de 'Recurso Principal' e vários minijogos. As cenas de 'principal característica' exigem que os jogadores lutem e sobrevivam aos níveis dentro de um limite de tempo. Os jogadores progridem e desbloqueiam novas cenas se vencerem os chefes no tempo previsto e receberem estrelas suficientes no 'Star Meter', que aumenta gradualmente à medida que o jogador derrota os inimigos no nível.  Outros modos do jogo incluem 'Battle Game', permitindo o jogo multijogador local de um nível desbloqueado selecionado pelo jogador, 'Championship' e 'Miniseries', uma série de níveis aleatórios escolhidos pelo computador, 'Freestyle', uma arena - estilo de luta em uma única área, e 'Ensaio', um modo de prática.
O jogo apresenta uma lista de seis personagens jogáveis e três personagens desbloqueáveis. Cada personagem apresenta controles e ataques semelhantes, com diferentes provocações e ataques especiais. Semelhante a outros jogos de luta, a mecânica de combate em Kung Fu Chaos exige que o jogador use uma mistura de combos no controle para realizar diferentes ataques, incluindo ataques rápidos e pesados, tropeçando em oponentes, pegando e jogando itens, pulando e chutando, e  ataques de rotação. Os jogadores também podem usar blocos e contadores para se defenderem contra ataques inimigos. O jogo apresenta um sistema de provocação no qual os jogadores ganham power-ups ao provocar após derrotar um inimigo. Durante uma provocação, um jogador fica momentaneamente vulnerável, permitindo que inimigos ou outros jogadores o interrompam ou roubem uma provocação no medidor de provocações do outro jogador. Depois que três provocações forem realizadas com sucesso, o jogador pode realizar um Super Ataque que não pode ser defendido pelos inimigos.

## Desenvolvimento e lançamento
Kung Fu Chaos foi o jogo de estreia de Just Add Monsters, um estúdio de jogos independente baseado em Cambridge fundado em 2000. O estúdio foi fundado por três ex-membros do estúdio de Cambridge Millennium Interactive, Tameem Antoniades, Nina Kristensen e Mike Ball, que deixaram o estúdio. Após sua aquisição pela Sony Computer Entertainment em 1997. Antoniades tomou a decisão de deixar a Millennium Interactive e formar um estúdio independente depois que a Sony rejeitou sua proposta para um título proposto chamado Moon Warrior, um jogo de luta de kung-fu inspirado em Once Upon a Time in China. O conceito de Kung Fu Chaos expandiu as ideias apresentadas no conceito Moon Warrior, com diversas influências retiradas de filmes de kung fu. Antoniades descreveu o conceito do jogo como "um jogo de kung fu baseado nos filmes de Jackie Chan", afirmando "na época, aqueles filmes de Hong Kong copiavam filmes de faroeste, mas adicionavam kung fu a eles, e pensei certo, há uma ideia - fazer  uma história sobre um diretor maluco com uma abordagem de 'segurança em último lugar' tentando imitar os filmes americanos de Hollywood usando atores de kung fu e torná-lo um jogo multijogador caótico para quatro jogadores.” Da mesma forma, Kristensen afirmou que o "sabor do jogo" estava enraizado no "humor acidental" de "filmes de kung fu da velha escola que tinham dublagem questionável, erros de tradução hilariantes e enredos ridículos... fundindo-se com disco, funk e blaxploitation conforme evidenciado em Enter the Dragon, Shaft e Charlie's Angels."
O desenvolvimento inicial do Kung Fu Chaos foi concluído ao longo de três meses em uma equipe de "quatro a oito pessoas", com um protótipo desenvolvido com um orçamento altamente restrito a partir de um quarto. Os três desenvolvedores apresentaram o jogo aos estúdios com base em "especificações de design completas, cobrindo tudo, desde designs de níveis até mecânicas de combate". O estúdio foi adquirido em outubro de 2000 pela Argonaut Games por 410.000 libra esterlina em dinheiro e empréstimos, e garantiu um acordo de publicação com a Microsoft Game Studios, permitindo que a equipe de desenvolvimento financiasse a produção do jogo e expandisse para uma equipe de vinte. A trilha sonora de Kung Fu Chaos foi composta pela dupla Paul Arnold e Andrew Barnabas. A dupla afirmou que a trilha sonora foi inspirada na música de Lalo Schiffrin em Enter the Dragon e era "uma fusão de funk e autênticos instrumentistas chineses". Antioniades afirmou que o jogo teve um lançamento problemático, citando a decisão da equipe de marketing da Microsoft Game Studios de distribuir uma versão "inicial" e "sem textura" do jogo com "som de espaço reservado" e "sem efeitos" para resenhas de revistas e sites sem o  conhecimento do estúdio. Just Add Monsters relatou que o jogo foi lançado "dentro do prazo e dentro do orçamento". No Japão, o jogo foi portado para lançamento sob o nome Kung Fu Panic (カンフーパニック, Kan Fū Panikku) em 29 de maio de 2003.

### Vendas
Kung Fu Chaos foi uma decepção comercial após o lançamento. Nas paradas de vendas europeias, o título atingiu o pico de 6 para títulos Xbox e 36 para jogos combinados com preço total. Escrevendo para a Games Industry, Rob Fahey afirmou que o título "não mudou nenhuma unidade" e que o jogo foi um "fracasso no varejo"." Antoniades afirmou que o jogo "afundou no varejo", pois tinha um orçamento de marketing limitado, "sem anúncios (e) sem suporte", uma posição compartilhada por veículos como Kristan Reed da Eurogamer, que especulou que Kung Fu Chaos teve vendas baixas "dado o fato de ter dedicado um pequeno orçamento de marketing ao título."

## Recepção
Kung Fu Chaos recebeu críticas "mistas ou médias" de acordo com o site de agregação de críticas Metacritic, com uma pontuação média de avaliação de 68% em 41 avaliações. Vários críticos elogiaram o design das fases do jogo.  Escrevendo para GMR, Greg Orlando declarou os palcos para sua "diversão caótica" e "mudanças rápidas de cenário". Christian Nutt da GameSpy elogiou o design "perfeito, inteligente e atraente" do jogo, afirmando que "os desenvolvedores criaram alguns níveis realmente imaginativos e inteligentes que dão ao jogo a profundidade e o sabor de um jogo de luta estilo Final Fight da velha escola." Evan Shamoon, da Xbox Nation, elogiou os níveis como "conquistas notáveis, oferecendo um grau impressionante de interação dinâmica e um fluxo constante de colírio para os olhos". Dave Rees da Official Xbox Magazine elogiou a "atmosfera selvagem" do jogo, afirmando que "há muita profundidade adicional em como você pode interagir com objetos e usar o ambiente a seu favor."
Muitos críticos comentaram que a mecânica do jogo de luta de Kung Fu Chaos era simplista. Escrevendo para GameSpot, Greg Kasavin observou que embora "há uma variedade decente de movimentos e combos em todos", "todos os personagens jogam basicamente da mesma maneira... pode ser difícil dizer qual personagem é seu e o que exatamente está acontecendo, então você provavelmente recorrerá a apertar botões e torcer pelo melhor." Hilary Goldstein do IGN observou que "o mecanismo de luta é tão incrivelmente básico" e "muito fácil", comentando que "há tão poucos movimentos que os combos se tornam um ato inconsciente." A Electronic Gaming Monthly afirmou que o jogo "não era tão robusto quanto um lutador real. Depois de descobrir como provocar e desferir super ataques, é muito fácil", criticando a "escassez de tipos de inimigos".

### Controvérsia
Kung Fu Chaos recebeu recepção negativa pelo uso de estereótipos na representação de personagens e cultura asiática, principalmente na dublagem do personagem Shao Ting. Escrevendo para a GameSpy, Christian Nutt criticou o "senso de humor questionável" do jogo, descartando o personagem Shao Ting como uma "caricatura completamente racista e totalmente desprezível de um homem asiático". Da mesma forma, a Electronic Gaming Monthly criticou o "humor impróprio" e os "designs de personagens estereotipados", sinalizando que alguns jogadores podem "se ofender com os sotaques e estereótipos do chop-sockey." Evan Shamoon da Xbox Nation descreveu o tema do jogo como "mal concebido", afirmando "não que seja um jogo inerentemente racista, mas simplesmente exerce sua sátira com tanta falta de graça e humor que é difícil apoiar", criticando as "más impressões" do dublador de Shao Ting. Em uma retrospectiva de jogos "insensíveis", Levi Buchanan da IGN afirmou que "o jogo tenta em vão se envolver no manto da sátira, mas suas caricaturas de asiáticos são absolutamente desagradáveis", citando o diálogo "massacrado propositalmente".
Just Add Monsters defendeu o jogo após o lançamento.  Antoniades afirmou que o estúdio ficou "surpreso" com as acusações, pois o jogo era uma homenagem aos filmes de kung fu, e as críticas negativas "prejudicaram (o estúdio) a nível pessoal porque não era essa a intenção". Antoniades afirmou que o jogo foi apoiado pela Microsoft, que passou o jogo por "vários grupos étnicos para garantir que não o achariam ofensivo", e fez um grande esforço para imitar o estilo visual do gênero kung fu. No entanto, Antoniades afirmou que a gestão da polémica por parte do departamento de marketing da editora agravou a situação, uma vez que recusaram "revistas de jogos, jornais e estações de rádio (enviando-nos) mails para oferecer apoio e defender o jogo "com base em que ninguém fala sobre isso", expressando frustração que a decisão levou a "apenas aqueles que pensam que o jogo é racista (tendo) voz".  Antoniades sugeriu que a controvérsia afetou negativamente o marketing e o apoio de relações públicas ao jogo.

### Recepção retrospectiva
Várias publicações elogiaram Kung Fu Chaos após o lançamento, com muitas descrevendo o jogo como um título esquecido e culto no Xbox. Escrevendo para o Play, Dave Halverson descreveu o jogo como um título "adormecido" para o Xbox, afirmando que o jogo "foi a fusão definitiva de ação e combate, e se destaca como um dos mais belos jogos estilo SD já construídos. Pena que os Estados Unidos não entenderam." Tom Bramwell da Eurogamer descreveu Kung Fu Chaos como um "clássico de culto", elogiando a "jogabilidade agradável, graça técnica soberba, dublagens hilariantes e combate corpo a corpo maluco em geral", observando que o jogo foi amplamente "ignorado" após o lançamento. Em uma análise mais neutra, Douglass Perry e David Clayman da IGN afirmaram que "embora não fosse um grande jogo em nenhum padrão, oferecia a variedade e a facilidade de aprender e jogar que todo grande jogo de festa oferece".

## Legado
Após o lançamento de Kung Fu Chaos em fevereiro de 2003, Just Add Monsters iniciou o desenvolvimento de uma sequência inédita intitulada Kung Fu Story. Em resposta ao feedback dos jogadores, os desenvolvedores planejaram abandonar a apresentação em desenho animado do original e buscar um "estilo um pouco mais maduro para o jogo", citando a "expectativa dos editores de que o público quisesse mais realismo em seus jogos". Em março de 2003, Just Add Monsters concluiu o trabalho conceitual de Kung Fu Story, incluindo vídeos de protótipo para demonstrar o estilo artístico desejado para o jogo. No entanto, em maio de 2003, devido ao fraco desempenho comercial de Kung Fu Chaos, a Microsoft tomou a decisão de não encomendar uma sequência para o Xbox. O desenvolvimento de Kung Fu Story foi descontinuado devido à propriedade intelectual de Microsoft Game Studios.
Após o cancelamento do desenvolvimento de Kung Fu Story, Just Add Monsters iniciou o desenvolvimento de um novo jogo para comercializar para editores, com o jogo pensado para capitalizar o lançamento da próxima geração de consoles. O desenvolvimento do título estava em andamento desde novembro de 2003. Após o colapso de sua empresa-mãe, Argonaut Games, em 2004, o ex-CEO Jez San adquiriu a Just Add Monsters e rebatizou a empresa com o título Ninja Theory. Em setembro de 2004, o título foi anunciado como Heavenly Sword, um jogo de luta de "próxima geração" com um design mais sério e realista. Antoniades afirmou que o conceito de Kung Fu Story "evoluiu para" Heavenly Sword, com o jogo fortemente influenciado pelo desenvolvimento de Kung Fu Chaos, afirmando que o jogo "nunca teria sido possível sem a experiência que ganhamos ao fazê-lo", citando as lições de aprender "como fazer o combate funcionar em terceira pessoa  jogo com múltiplos inimigos" e desenvolver jogos de luta com "interação de objetos". Heavenly Sword foi lançado pela Ninja Theory em setembro de 2007. A Ninja Theory seria posteriormente comprada pela Microsoft em 2018.